# Alegeri prezidențiale în Republica Moldova, 2005
Alegerile prezidențiale din Republica Moldova au avut loc pe 4 aprilie 2005.
Președintele Vladimir Voronin a fost reales în funcția de șef al statului de către deputații PCRM, cu sprijinul deputaților PPCD, PDM și PSL. 
La procedura de alegere a șefului statului au participat 56 de deputați din fracțiunea PCRM, 8 din fracțiunea PDM, 11 din fracțiunea PPCD și 3 din grupul parlamentar PSL. Votarea a fost marcată de o mare surpriză, deoarece, chiar și după începerea acesteia, nu se știa că PPCD și PSL vor participa împreună cu PCRM și PDM. 18 deputați AMN nu au participat la votare, iar alți 5 au fost absenți.
Conform constituției, pentru alegerea președintelui Republicii Moldova este necesar votul a trei cincimi din numărul deputaților aleși (61 de voturi).

## Rezultatele alegerilor
- Nr. de deputați: 101
- Participanți la vot: 78
- Nr. de voturi valabile: 76

| Candidat         | Partid | Voturi |
| ---------------- | ------ | ------ |
| Vladimir Voronin | PCRM   | 75     |
| Gheorghe Duca    | -      | 1      |